# Juvenil de Fútbol en San Pablo de Heredia

## Historia
En su categoría de Selección Juvenil y Liga Aficionada de Fútbol, es un proyecto deportivo en Costa Rica, y que participa en la eliminatoria para los Juegos Deportivos Nacionales por la Provincia de Heredia.
Como asociación fue fundado en 1979 con el nombre de Diablos Rojos C.F, actualmente desaparecido y que participó en la 3.ª. División (Segunda B de ACOFA - ANAFA) del fútbol nacional de Costa Rica.

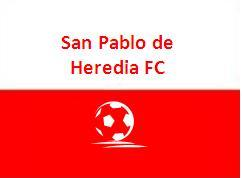
A.D. MUNICIPAL SAN PABLO

En su categoría U19 con mucho esfuerzo y sacrificio, tuvo el mérito de ostentar la preciada Medalla de Oro en la final de los Juegos Deportivos Nacionales de San José 2007. Gracias al apoyo recibido por el Comité Cantonal de Deportes y Recreación de San Pablo desde el año 2006.
El partido se disputó contra su similar de Puntarenas por la vía de los penales en el antiguo Estadio Nacional de Costa Rica. En los primeros 45 minutos los pableños perdían 1-0 y en el segundo tiempo Francisco Hibbert Brenes anota el gol del empate.
Llegan los tiempos extras y el encuentro se mantiene igual por lo que se tiene que recurrir a la vía de los penales, donde San Pablo se impone 5 a 4 y es el nuevo campeón de fútbol en esa categoría.
Luego de la excelente participación en Juegos Nacionales y con la administración de Francisco Herrera presidente del C.C.D.R. Esque la A.D. Municipal San Pablo es campeón de un Torneo de Fútbol en su cantón venciendo a Deportivo Amaral.
El Municipal San Pablo es campeón de la Región 9 de Heredia y tiene como base a jugadores del Club Deportivo Miraflores.
Estuvieron en disputa del título nacional de Tercera División Deportivo Jiménez, A.D. San Felipe de Alajuelita, Laurel de Ciudad Neily, Huracán de Patarrá, A.D. Dimas de Escazú, Campos de Oro en Abangares, Real Azofeifa, San Francis F.C, Empresa Guadalupe, La Pacífica y Nápoles.
Los clubes clasificados al ascenso son: San Pablo de Heredia (Club Deportivo Miraflores), Proyecto Alejandro Morera Soto (PAMS), San Juan de Puriscal y Pital de San Carlos.
Pero es San Rafael de Heredia el que asciende en la Temporada 2008- 2009 a Primera División de LINAFA con Pital F.C, A.D. Municipal Escazú, A.D. Municipal Guatuso, A.D. Municipal Quepeña, C.S. La ibertad, Deportivo Saprissa y Sporting F.C.

## A.D. Municipal San Pablo busca el ascenso a Primera División de LINAFA
Para la Temporada 2008-2009 en la división inferior de LINAFA (Tercera División) San Pablo clasifica con la dirección técnica de Marcos Moya. Y asciende a Primera División de LINAFA en la temporada 2009-2010 con los clubes
Regiones 1 y 2: A.D. Talamanca, A.D. Guajira y Formosa de Pococí.
Regiones 3 y 4: Saprissa La Francia de Siquirres, Las Américas de Turrialba, Estudiantil Guadalupana de Cartago y Real Azteca de Tres Ríos.
Regiones 5, 6, 7 y 8: A.D. Municipal Curridabat, A.D. Valencia de Curridabat, A.D. Goicoechea, Labrador de Coronado, Cipreses de Curridabat, Club Sport Guadalupe, A.D. Compañeros de Tibás, Dota F.C, San Felipe de Alajuelita, Paso Ancho F.C, Zeus de Desamparados, Cristo Rey, Los Guidos de Desamparados y Servicios Ecológicos de Mora.
Regiones 9, 10 y 11: A.D. Municipal San Pablo, A.D. San Lorenzo, A.D. Santo Domingo, La Virgen de Sarapiqui, Estrella Roja de San Isidro, A.D. Floreña, Sarapiqui F.C, Plaza Acosta de Alajuela, Bestias de San Rafael, Canoas y Cali de Villa Elia en Río Segundo.
Regiones 12 y 13: La Cruz, Moracia de Liberia, La Fortuna de Bagaces, San Buena Ventura de Colorado de Abangares, Águilas F.C, Quebada Grande de Tilarán, Chorotega de Nicoya.
Regiones 14, 15 y 16: Real Espasa, A.D.R.Paquera, Jicaral de Puntarenas, A.D. Quepeña, Parrita F.C, San Ramón de Río Claro en Ciudad Neily, Bambú de Puerto Jiménez, Corredores F.C, A.D. Municipal Osa, A.D. Puerto Jiménez y A.D. Palmareña Sur.
En la temporada 2012- 2013 la A.D. Municipal San Pablo desciende a Tercera División junto con la A.D. Higuiteña, Río Frío Sarapiquí, A.D. Cariareña, A.D. Tarrazú, A.D. Herradura, A.D. Guarial Paquera, C.D.M. Puntarenas, Orión Escazú, C.S.Guadalupe, Matineña F.C, La Francia de Siquirres, Patiño F.C y Nandayureña.
Actualmente es renombrado por su comité cantonal de deportes como A.D. Municipal San Pablo y que, participa en la Cuarta División de LINAFA.
En la temporada 2012-13 la juvenil (Munipal San Pablo) es Subcampeona por la provincia de Heredia y a nivel nacional en Cuartas Divisiones de LINAFA. Y Subcampeón por Heredia en la temporada 2016-17.

## Uniforme
- Uniforme titular: camiseta roja, pantalón rojo, medias rojas.
- Uniforme alternativo: camiseta verde y rojo, pantalón verde, medias verdes.

## Ascenso
- Terceras Divisiones Independientes Entre los años 1940 y 1950

- Liga Nacional- Segunda B de ANAFA. En las décadas de 1960-80

- Primera División de ANAFA 2009-10

## Palmarés
Torneos nacionales
- Subcampeón Liga Nacional Heredia (1): 1968

- Subcampeón Nacional de Tercera División Heredia (2): 1972-77

- Campeón Nacional de Tercera División Heredia (1): 1979

- Campeón Nacional de Segunda División B de Ascenso por ACOFA (ANAFA) Heredia (1): Temporada 1981-82

- Tercer lugar en la Cuadrangular Final Nacional de Ascenso del Campeonato de Segunda División B de Ascenso por ACOFA 1981. Logrando su ascenso a la Segunda Liga Superior de ACOFA (ANAFA) 1982.

A.D. Municipal San Pablo 
Torneos nacionales
- Medalla de Oro en Fútbol al Campeón. Juegos Deportivos Nacionales de San José (1): 2007
- Campeón Nacional de Tercera División de LINAFA Heredia (1): 2007-08
- Campeón Nacional de Tercera División de LINAFA (1): 2007-08
- Subcampeón Nacional de Cuarta División de LINAFA Heredia (2): 2012-13 y 2016-17
- Campeón Nacional de Cuarta División de LINAFA (1): 2012-13